# Associazione Calcio Lumezzane 2000-2001
Questa voce raccoglie le informazioni riguardanti l'Associazione Calcio Lumezzane nelle competizioni ufficiali della stagione 2000-2001.

## Stagione
Nella stagione 2000-2001 il Lumezzane disputa il girone A del campionato di Serie C1, raccoglie 47 punti con l'ottavo posto della classifica. Affidata a Giancarlo D'Astoli la squadra rossoblù disputa un campionato di centro classifica, chiude il girone di andata con 25 punti in una solida posizione, e la mantiene anche nella seconda parte del torneo, altrettanto lontana dalle zone nobili ché da quelle pericolose. Sono salite in Serie B il Modena ed il Como. In Coppa Italia di Serie C il Lumezzane migliora ancora l'ottima posizione della scorsa stagione, quando era arrivata alle semifinali, quest'anno coglie l'approdo alla finale, piegata dal Prato che si aggiudica entrambi gli incontri, aggiudicandosi la ventinovesima edizione del Trofeo.

## Rosa
| N. |                   | Ruolo | Calciatore            |
| -- | ----------------- | ----- | --------------------- |
|    | Italia (bandiera) | A     | Fabio Alteri          |
|    | Italia (bandiera) | P     | Francesco Benussi     |
|    | Italia (bandiera) | A     | Matteo Beretta        |
|    | Italia (bandiera) | C     | Giorgio Biancospino   |
|    | Italia (bandiera) | P     | Marco Borghetto       |
|    | Italia (bandiera) | C     | Cristian Boscolo      |
|    | Italia (bandiera) | D     | Stefano Botti         |
|    | Italia (bandiera) | D     | Emanuele Bruni        |
|    | Italia (bandiera) | C     | Antonio Buscè         |
|    | Italia (bandiera) | D     | Omar Volfango Campana |
|    | Italia (bandiera) | A     | Luca Cavalli          |
|    | Italia (bandiera) | D     | Tommaso Chiecchi      |
|    | Italia (bandiera) | P     | Luca Chittolini       |
|    | Italia (bandiera) | C     | Andrea Cossu          |
|    | Italia (bandiera) | D     | Rocco Crippa          |

| N. |                       | Ruolo | Calciatore            |
| -- | --------------------- | ----- | --------------------- |
|    | Italia (bandiera)     | D     | Cristiano Donà        |
|    | Italia (bandiera)     | A     | Nicola Ferrari        |
|    | Italia (bandiera)     | C     | Andrea Ghidini        |
|    | Italia (bandiera)     | A     | Marco Ghizzani        |
|    | Italia (bandiera)     | D     | Alessandro Gola       |
|    | Italia (bandiera)     | A     | Massimiliano Guidetti |
|    | Italia (bandiera)     | C     | Corrado Oldoni        |
|    | Italia (bandiera)     | A     | Davide Riva           |
|    | Italia (bandiera)     | D     | Andrea Sala           |
|    | Italia (bandiera)     | C     | Michele Sella         |
|    | Italia (bandiera)     | C     | Evans Soligo          |
|    | Italia (bandiera)     | C     | Cristian Trapella     |
|    | Italia (bandiera)     | D     | Marco Zaninelli       |
|    | Italia (bandiera)     | A     | Gilberto Zanoletti    |
|    | Jugoslavia (bandiera) | A     | Emil Zubin            |

## Risultati

### Campionato

#### Girone di andata
| Lumezzane 3 settembre 2000 1ª giornata | Lumezzane             | 0 – 0 | Spezia | Nuovo Stadio Comunale\| Arbitro: \| Squillace (Catanzaro) \| |
| Arbitro:                               | Squillace (Catanzaro) |       |        |                                                              |

| Como 10 settembre 2000 2ª giornata | Como                | 0 – 0 | Lumezzane | Stadio Giuseppe Sinigaglia\| Arbitro: \| Carlucci (Molfetta) \| |
| Arbitro:                           | Carlucci (Molfetta) |       |           |                                                                 |

| Arbitro: | Dattilo (Locri) |

|                                      |           |          |
| Veronese 9’ V. Grieco 55’ Ungari 73’ | Marcatori | 63’ Gola |

| Arbitro: | Latella (Potenza) |

|                                      |           |  |
| Trapella 9’ Guidetti 22’ Beretta 40’ | Marcatori |  |

| Arbitro: | Cenni (Imola) |

|                            |           |                              |
| Mastrolilli 1’ Rovaris 21’ | Marcatori | 47’ (rig.), 75’ (rig.) Buscè |

| Arbitro: | Tonin (Piombino) |

|                        |           |                |
| Guidetti 28’ Bruni 32’ | Marcatori | 57’ Cancellato |

| Arbitro: | Marino (Roma) |

|                |           |                        |
| G. Ferrari 27’ | Marcatori | 38’ Guidetti 75’ Buscè |

| Arbitro: | Liberti (Genova) |

|                           |           |                    |
| Guidetti 12’ Trapella 78’ | Marcatori | 87’ (rig.) Masitto |

| Arbitro: | Bergonzi (Genova) |

|                |           |  |
| D. Giraldi 69’ | Marcatori |  |

| Arbitro: | Giordano (Caltanissetta) |

|                         |           |                        |
| Guidetti 3’ Beretta 35’ | Marcatori | 9’ Groppi 72’ Sonzogni |

| Arbitro: | Sacco (Civitavecchia) |

|  |           |                   |
|  | Marcatori | 20’, 78’ Ghizzani |

| Arbitro: | D'Aguanno (Marsala) |

|            |           |               |
| Soligo 22’ | Marcatori | 52’ Lorenzini |

| Arbitro: | Giammillaro (Messina) |

|                                 |           |                                             |
| Stringardi 25’ Taldo 41’ (rig.) | Marcatori | 8’ Cossu 83’ (rig.) Beretta 90+2’ Zanoletti |

| Lumezzane 10 dicembre 2000 14ª giornata | Lumezzane              | 0 – 0 | Brescello | Nuovo Stadio Comunale\| Arbitro: \| M. Mazzoleni (Bergamo) \| |
| Arbitro:                                | M. Mazzoleni (Bergamo) |       |           |                                                               |

| Arbitro: | P.C. Rossi (Forlì) |

|  |           |                             |
|  | Marcatori | 16’ Foschini 90+3’ Saverino |

| Arbitro: | Herberg (Messina) |

|                                        |           |            |
| Frick 19’ Benfari 62’ (rig.) Bacci 89’ | Marcatori | 12’ Soligo |

| Arbitro: | Romeo (Verona) |

|             |           |            |
| Cossu 45+3’ | Marcatori | 76’ Rabito |

#### Girone di ritorno
| Arbitro: | Ardito (Bari) |

|           |           |  |
| Fiori 16’ | Marcatori |  |

| Arbitro: | Niccolai (Livorno) |

|                        |           |                                  |
| Guidetti 48’ Buscè 60’ | Marcatori | 7’ Fresta 18’ Memmo 48’ Olivares |

| Lumezzane 28 gennaio 2001 20ª giornata | Lumezzane      | 0 – 0 | Modena | Nuovo Stadio Comunale\| Arbitro: \| Zenere (Schio) \| |
| Arbitro:                               | Zenere (Schio) |       |        |                                                       |

| Arbitro: | Masiero (Venezia) |

|  |           |                      |
|  | Marcatori | 6’ Buscè 90+1’ Cossu |

| Arbitro: | Lambertini (Bologna) |

|                        |           |  |
| Chiecchi 24’ Cossu 61’ | Marcatori |  |

| Arbitro: | Finazzi (Torino) |

|                           |           |  |
| Pellissier 37’ Longhi 75’ | Marcatori |  |

| Arbitro: | Santucci (Reggio Calabria) |

|              |           |                 |
| Guidetti 40’ | Marcatori | 66’ Bertoncelli |

| Arbitro: | Marchesi (Bergamo) |

|  |           |                           |
|  | Marcatori | 43’ Ghizzani 64’ Trapella |

| Arbitro: | Marti (Modena) |

|  |           |                                   |
|  | Marcatori | 3’ Zhabov 66’ Marianini 86’ Deoma |

| Arbitro: | Tonolini (Milano) |

|              |           |              |
| Sonzogni 34’ | Marcatori | 40’ Guidetti |

| Arbitro: | Evangelista (Avellino) |

|                          |           |           |
| Ghizzani 34’ Campana 89’ | Marcatori | 67’ Guida |

| Arbitro: | Giammillaro (Messina) |

|                               |           |  |
| Alessi 26’, 62’ Lorenzini 74’ | Marcatori |  |

| Lumezzane 14 aprile 2001 30ª giornata | Lumezzane         | 0 – 0 | Cesena | Nuovo Stadio Comunale\| Arbitro: \| Bergonzi (Genova) \| |
| Arbitro:                              | Bergonzi (Genova) |       |        |                                                          |

| Arbitro: | Evangelista (Avellino) |

|                        |           |                               |
| Giglio 56’ (rig.), 62’ | Marcatori | 5’, 54’ Guidetti 26’ Ghizzani |

| Arbitro: | Siragusa (Acireale) |

|               |           |              |
| Bandirali 56’ | Marcatori | 23’ Ghizzani |

| Arbitro: | Brighi (Cesena) |

|                            |           |                                |
| Guidetti 45’, 90’ Donà 59’ | Marcatori | 51’, 63’ Ricchiuti 68’ Benfari |

| Arbitro: | Niccolai (Livorno) |

|                  |           |                       |
| Trocini 19’, 55’ | Marcatori | 33’ Oldoni 54’ Soligo |

### Coppa Italia

#### Girone C
| Arbitro: | Masiero (Venezia) |

|                                        |           |           |
| Buscè 29’, 46’ Alteri 50’ Trapella 80’ | Marcatori | 83’ Amato |

| Arbitro: | Girardi (San Donà di Piave) |

|                     |           |                                     |
| Vianello 58’ (rig.) | Marcatori | 34’ Buscè 40’ Sella 44’ (aut.) Lomi |

| 23 agosto 2000 3ª giornata |  | – Turno di riposo Lumezzane |  |  |

| Arbitro: | Benedetti (Vicenza) |

|  |           |                   |
|  | Marcatori | 67’ (rig.) Bifini |

| Arbitro: | Padovan (Conegliano) |

|  |           |            |
|  | Marcatori | 37’ Alteri |

#### Sedicesimi di finale
| Arbitro: | Giammillaro (Messina) |

|            |           |                      |
| Alteri 44’ | Marcatori | 53’ Turi 69’ M. Sala |

| Arbitro: | Vicinanza (Albenga) |

|                          |           |                                   |
| Valsesia 24’ Andorno 61’ | Marcatori | 35’ Campana 43’ Buscè 80’ Beretta |

#### Ottavi di finale
| Arbitro: | Belloli (Bergamo) |

|            |           |                   |
| Crippa 87’ | Marcatori | 65’ (aut.) Crippa |

| Arbitro: | P.S. Mazzoleni (Bergamo) |

|             |           |                       |
| A. Comi 22’ | Marcatori | 87’ Buscè 90+1’ Cossu |

#### Quarti di finale
| Arbitro: | Cenni (Imola) |

|  |           |             |
|  | Marcatori | 32’ Ogliari |

| Lumezzane 7 febbraio 2001 Ritorno | Lumezzane           | 0 – 0 | Ascoli | Nuovo Stadio Comunale\| Arbitro: \| Benedetti (Vicenza) \| |
| Arbitro:                          | Benedetti (Vicenza) |       |        |                                                            |

#### Semifinale
| Arbitro: | Niccolai (Livorno) |

|            |           |             |
| Pinton 43’ | Marcatori | 3’ Guidetti |

| Arbitro: | Ponzalli (Firenze) |

|                                                             |           |  |
| Buscè 37’ Guidetti 43’ Ghizzani 50’ Campana 52’ Beretta 80’ | Marcatori |  |

#### Finale
| Arbitro: | Carlucci (Molfetta) |

|                             |           |             |
| Pelatti 28’ A. Brunetti 28’ | Marcatori | 4’ Ghizzani |

| Arbitro: | Cuttica (Alessandria) |

|  |           |            |
|  | Marcatori | 67’ Padoin |